# Planaltina Esporte Clube
O Planaltina Esporte Clube é um clube de futebol brasileiro, sediado em Planaltina, no Distrito Federal. Suas cores são vermelho e branco.

## História
O Planaltina Esporte Clube surgiu em 30 de maio de 1963 na residência de Epaminondas Lopes Trindade, localizada na Rua Hugo Globo. Ao todo, 33 desportistas se uniram para criar o novo clube. Após várias sugestões de nome, prevaleceu Planaltina Esporte Clube, sugerido pelo professor Rogaciano Bragança.
Em 1967 e 1983, o clube disputou o Departamento Autônomo, que era realizado pela Federação Metropolitana de Futebol.
O clube se filia a Federação Metropolitana de Futebol em 27 de junho de 1978, na época na categoria amadora.  Nessa época, a FMF considerava a data de filiação na federação como data de fundação do clube, desconsiderando o início amador, assim como aconteceu com o Clube de Regatas Guará, que foi fundado em 1959, mas de acordo com a entidade era 1977.
Profissionalizou-se em 1985, mas sempre realizou campanhas medianas, tendo como melhor colocação o quarto lugar (feito alcançado nos anos de 1991, 1993, 1995 e 1997). Em 1998 caiu para Série B do Candangão e em 1999 fez uma campanha mediana na mesma competição, só que após isso o time se afastou de competições oficiais.
Um ilustre jogador revelado pelo clube foi o zagueiro Lúcio, que foi capitão da Seleção Brasileira de Futebol, representou o país em duas copas do mundo e jogou em grandes clubes da Europa como Internazionale e Bayern de Munique.

### Retorno
Em 2015 retornou às atividades e, com o apoio do empresariado de Planaltina, voltou a fazer parte da segunda divisão distrital. Na sua primeira temporada após a volta ficou em quarto lugar da Série B do Candangão. Em 2016 ficou em último do grupo A e novamente permaneceu na Segunda Divisão.

## Estádio
O Estádio Adonir José Guimarães, chamado de Adonir Guimarães é um estádio de futebol brasileiro, situado em Planaltina, no Distrito Federal. É utilizado pelo Planaltina Esporte Clube e tem capacidade para 12.000 pessoas.

## Estatísticas

### Participações
|  | Participações em 2025 |

| Competição                | Competição             | Temporadas | Melhor campanha            | Estreia | Última | P | R |
| Distrito Federal (Brasil) | Campeonato Brasiliense | 10         | 4º colocado (1995 e 1997)  | 1986    | 2024   |   | 2 |
| Distrito Federal (Brasil) | 2ª Divisão             | 11         | Vice-campeão (2023)        | 1999    | 2025   | 1 | – |
| Distrito Federal (Brasil) | Departamento Autônomo  | 2          | Primeira Fase (Duas vezes) | 1967    | 1983   | – | – |
| Brasil                    | Série C                | 2          | 56º colocado (1996)        | 1995    | 1996   | – | – |